# Soltész Adolf
Soltész Adolf, 1909-ig Schweiger Adolf (Gyöngyös, 1866. július 25. – Budapest, 1937. február 17.) közgazdasági szakíró, hírlapíró. Soltész Gáspár műfordító apja.

## Életútja
Schweiger Gáspár és Schweitzer Eleonóra fiaként született. Korán újságíró lett és munkatársa a Nemzeti Újságnak, az Alföldnek és a Szegedi Naplónak. Előbb az Országos Iparegyesület titkára, majd igazgatója lett. 1912-ben alapító tagja volt a Magyar–Lengyel Egyesületnek. Szakcikkei, amelyek ipari és gazdasági kérdéseket tárgyalnak folyóiratokban és napilapokban jelentek meg. Halálát szívgyengeség, húgyvérűség okozta.

## Magánélete
Felesége Robitsek Margit (1877–1955) volt.
Gyermekei
- Soltész Magdolna (1899–?). Férje Vadas Ferenc (1882–?) részvénytársasági igazgató.[3]
- Soltész Gáspár (1901–1984) vegyész, műfordító. Első felesége Benedict Klára (1903–?),[4] második 1937 és 1960 között Balla Lenke (1912–?) volt.[5]

## Főbb munkái
- Magyarország és Ausztria közgazdasági viszonyáról
- A választójog az iparosok szempontjából
- Adóreform az ipar szempontjából
- Iparosok és kereskedők adója
- A háborús adónovella